# 機甲戦
機甲（きこう）とは、現代戦において、機械化歩兵を含む「機械化された装甲部隊」（機甲部隊）を指し、それらが装備する戦車をはじめとした装甲戦闘車両を投入した戦闘を機甲戦（きこうせん）と呼ぶ。これは、非対称戦争が主流となる以前の現代戦では重要な部分であり、特に戦車どうしの戦闘は戦史でも戦車戦（せんしゃせん）と呼ばれることが多い。機甲戦の基本原理は、防衛線に対して機甲部隊の機動力を使用して突破する能力にある。
機甲戦の実例の多くは、戦車、歩兵戦闘車、自走砲といった車両の使用を中心としている。さらに機械化された戦闘工兵などの支援部隊も使用される。機甲戦の戦闘教義は、第一次世界大戦の西部戦線で行われた塹壕戦の膠着状態を打破するために開発された。また、軍事戦略上の結果としては機動と決戦を主唱した主張した19世紀の軍事学派の思想に回帰するものであった。

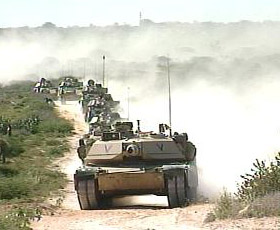
ソマリアのモガディシュで行軍するアメリカ陸軍のM1A1エイブラムスとM2ブラッドレー。第二次国際連合ソマリア活動任務中の写真。1994年

## 第一次世界大戦
第一次世界大戦以前では、軍馬を装備した騎兵部隊が、現在戦車の任務となっている役割を遂行した。すなわち、機動により歩兵部隊を突破し後方にある敵連絡線を攻撃することである。しかし戦場へ機関銃が配置されたこと、また部隊側面の占有能力が増強されたこと、これらは隙の無い戦線へと至り、任務に当たる騎兵を非常に脆弱なものとした。

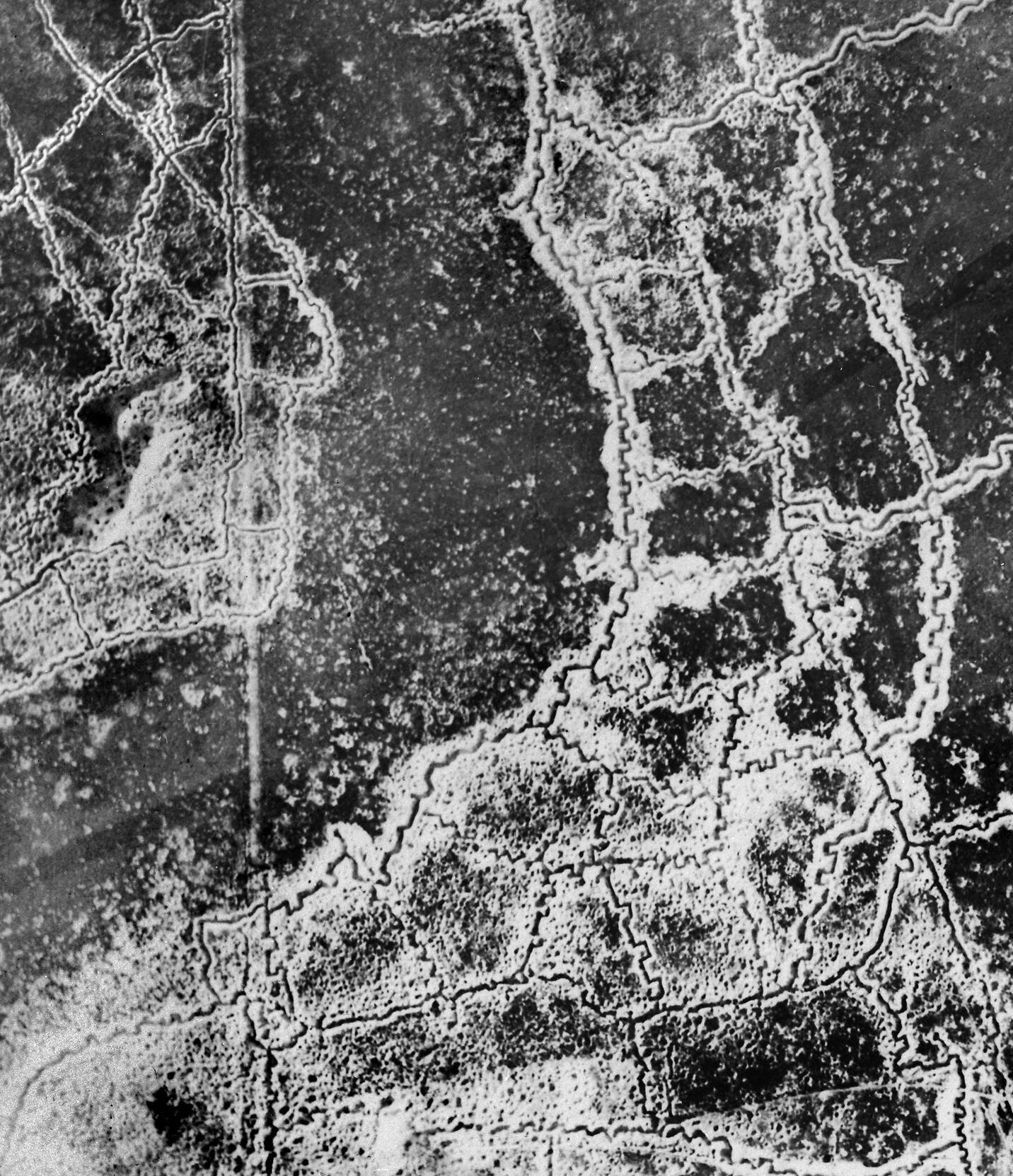
空撮された塹壕の様子。

西部戦線で行われた、機関銃を装備した歩兵部隊が塹壕に籠もって防御する、いわゆる塹壕戦の非効率性は、指揮官達に戦略、作戦および戦術上の停滞を強制し、これらを打破する必要から現代的な機甲戦が開始された。以下の状況ではどのような種類の前進行動も極めて遅々たるもので、多大な犠牲を引き起こした。戦車の開発は、戦争に機動力を復帰する必要性から動機づけられ、またそうするためには、移動中の兵員を、小銃や機関銃といった小火器の火力から防護することが唯一の方法であった。
第一次世界大戦中、そして終結後も、戦車の戦略的な運用の発達は遅々としたものであった。それは部分的には技術的な限界のためであったが、伝統的な騎兵部隊の名声ある役割が競合するためでもあった。
戦車は、機関銃の射撃から防御されつつ、競合地帯の有刺鉄線と他の障害を進む方法として、最初にイギリスで開発された。戦車の機動力は、少なくとも理論上では軍に敵前線を迂回進出する能力を回復するものであった。しかし実際には、大部分の第一次世界大戦中の機甲戦は、機械の故障、限られた戦車の投入数、全体的な実用性不足によって妨害された。
イギリスのマーク I 戦車は、1916年9月15日、ソンムの戦いで最初に実戦投入されたが、行き詰まった塹壕戦を突破することはできなかった。カンブレーの戦いでは、イギリスの戦車はより大きな成功を収め、ドイツ軍がヒンデンブルクラインに設けた塹壕地帯を突破した。ドイツ軍の壊滅的な最後の攻勢の後、戦車はソワソンの戦いとアミアンの戦いで用いられ、どちらも塹壕戦が西部戦線で強いてきた停滞を終わらせた。第一次世界大戦の後、機甲戦の技術的・戦闘教義的な面はより洗練され、教義上の考察としては複数の軍事学派に分かれた。

## 戦間期
1920年代、戦車の開発で提携していたイギリスとフランスの指揮官達は、新しい概念の発展をもたらした。軍事学上の重要な分岐は、フランスとイギリスの同じ考えを持つ学派に生じた。
フランスの軍事学派では、広く歩兵部隊を支援するための兵科となる機甲部隊を提案した。要求されたのは重装甲と歩兵支援用の主砲を具備した戦車、それに加えて大量投入により敵の前線を突破する「騎兵」戦車であった。第一次世界大戦での戦車運用を思いださせるものであり、退行に見えるが、これは敵歩兵の防御の崩壊に期待せず、機動の要素をもたらしたいという要望を含んだ戦闘教義を唱えるものだった。
イギリスの学派は、より軽量で機動力のある設計に傾斜していた。これは同等に機械化された歩兵と砲兵および工兵部隊を支援するためのものであり、軍馬を用いる騎兵部隊を代替するものであった。こうした自己充足的な機械化の分離整備は、戦車への依存を、主要な敵前線を突破する手段としてのみ提供させるにとどまり、また、前世紀になされたように、連絡線と補給線を切断することによって敵の敗北をもたらそうと企図していた。
どちらの戦闘教義も、1920年代の装甲車輌は、一般的に初期の路上輸送において非常に信頼性に欠けるという現実に直面し、持続した作戦行動に用いることはできなかった。
イギリスのベイジル・リデル＝ハートは広範に機甲戦とジョン・フレデリック・チャールズ・フラー大佐の理論について著述した。イギリスの陸軍省は実験機械化部隊の創設を許可し、1927年5月1日、R・J・コリンズ大佐の指揮下に編成が行われた。この部隊は完全に機械化されており、偵察用豆戦車、装甲車、48輛編成のビッカース MK.I 中戦車大隊、自動車化された機関銃大隊、機械化された砲兵連隊、および自動車化された野戦工兵中隊から構成された。砲兵連隊は完全に装軌式の自走砲であるバーチ・ガンを装備し、従来のような砲列として行動できるほか、対空砲陣地としても機能した。部隊はソールズベリー平原で行動し、他の主要な国であるアメリカ合衆国、ドイツとソビエト連邦によって観察された。実力が認められたものの、部隊は1928年に解隊された。
ドイツを除く主なヨーロッパの国々、またアメリカ合衆国と日本は、1920年代後期に、彼ら自身の実験的で機械化された部隊を創設した。それらの多くはフランスやイギリスの戦車設計を用い、または購入した車輌を直接使用してさえいたが、これらは両方とも独自の戦闘教義を発展させるにあたって広汎に参考とされた。1930年代初頭、ドイツでナチ党の勢力が増大した後、ドイツの士官達が、機甲戦の戦闘教義の観察と、発達に参加するためにソ連へと派遣された。
1930年代には、イギリス陸軍の騎兵部隊が馬から戦車への転換を開始した。イギリス空軍とイギリス海軍についてはいくつかの権限により好意的に取り扱われ、イギリスの軍事力が発展すべき点に相違があったものの、少数の連隊以外は、1939年までに完全に代替された。
1930年代初期のソビエト連邦では、赤軍とドイツ国防軍の士官達が戦車運用の開発を共同で行っていた。この際の戦車は第二世代の車輌であり、回転砲塔から主兵装を用いるもので、また、異なる車体の構成や動力伝達装置が実験されていた。ここで赤軍がひとつ獲得した重要なことは、アメリカ人設計者J・W・クリスティーの影響を受けたT3の車体の購入であると判明した。クリスティーは、ソ連の快速戦車BTシリーズの基礎的な設計に従事していた。
ことに赤軍に深い影響を及ぼしたのはミハイル・トゥハチェフスキー元帥の理論的な仕事である。それはドイツの電撃戦に似た縦深戦術であり、これに投入するための歩兵を支援する重戦車と快速の「騎兵」戦車の開発へと至った。またこの開発は、赤軍をして何千もの車輌による巨大な機甲力を作りだそうとする意図へと導いた。
ヨーロッパはさらなる対立へと近づき、機甲戦の戦闘教義の発展は未だに開発状態で、歩兵を戦争の主軸とする支持者の間では意見が分かれていた。この論争は、歩兵はより機動的な装甲部隊の支援兵科になるとするものだった。機甲戦の運用が最も顕著に試験されたのは日ソ国境紛争における1939年のノモンハン事件の最中であった。

## 第二次世界大戦

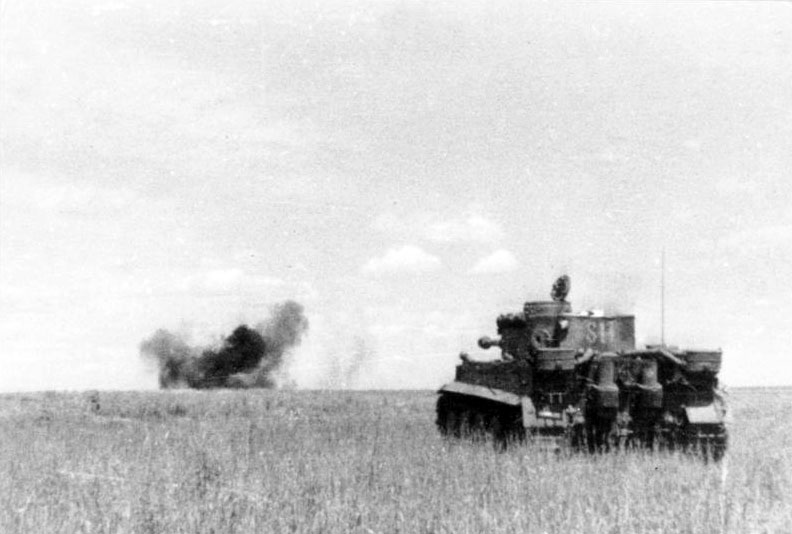
ドイツ陸軍のティーガーI重戦車。1943年、クルスクの戦いで作戦行動中の写真

現代の機甲戦の戦闘教義は、第二次世界大戦直前の数年間に発達した。ほとんどの例では、防衛線を突破する役割において、戦車を歩兵の支援兵科とみなしていた。通常行われる戦争の基本的な鍵とは、敵防衛線の特定箇所へ兵力を集中することである。それは弱点、または戦略、戦術、作戦行動上の優位をもたらす箇所である。
兵力の集中は、特定箇所での交戦に際し、戦争の原則の一つである「数的優位」を適用することで勝利の機会を増大させる。この優位は、もし妥当に選択され利用されたならば、戦術的な戦闘、もしくは戦略的に勝敗を分かつ決定的な戦いとなるような幾度かの作戦行動での、成功への大きな機会を保証する。後にドイツ語では、所定の箇所にこうした集中を成立させることを「Schwerpunktbildung（重心の構築）」と定義した。この語は訳すと「development of a centre of effort（努力の焦点を作り出すこと）」となる。
2条の敵対する防衛線を見る。双方は、防衛線の長さと一致してそれに沿うように配される、2つの歩兵部隊と2つの機甲師団から構成されるとする。数的に同等な攻撃側は、2つの機甲師団を防衛線の一点に集中させ、2個歩兵師団に防衛線の残りの場所を保持させることで勝利が可能である。敵防衛線を突破する機会を増強した後、前線を通過し、切断され二つの部分に分かれた防衛線の後方へ迂回する。さらに、数的優位をより少数の防衛側の側面攻撃に利用することで、防衛線の、無傷な状態にある部分からの後退を彼らに強制する。この結果、突破が拡大される。
防御側は反撃を試みることができるが、どの点でも強力ではない。また、防御側による歩兵と戦車の連合した攻撃は、歩兵のみの攻撃よりは強力であるが、師団が戦線全体に広く展開されているということから、非常に強力なものではなくなる。また一般的に、戦場の塹壕陣地化や、こうした反撃のために準備する野戦技術の要素から見て、防御は攻撃より非常に簡単である。
全ての戦争の主要な面はランチェスターの法則で知られているような単純な公式になる。この式は、全ての条件が等しいとき、ある戦闘部隊と同戦力の敵部隊とが相互に接触すると、戦闘部隊の相対的な戦力は、部隊の兵員の数の二乗になる事を示す。
- 1輛の戦車には1輛分の戦力がある。(1^(2) = 1)
- 2輛の戦車には、1輛の戦車と相対して4倍の戦力がある。(2^(2) = 4)

ここから、2倍の数の戦車は相対的な火力が4倍になることが引き出せる。相対的なそれは、友軍部隊の兵員一人につき敵側の持つ火力の総計である。他の言い方では、友軍が敵の行動から受ける相対的な損害は4倍減らされるとも表現でき、これは上記の内容と同じ事である。友軍戦車の絶対数が2倍であることだけでなく、敵側の戦車の量は、両軍がそれぞれ保有するものを比較することによってもおよそ半減される。
このように2個師団を一箇所に集中し攻撃することは、2個師団を線状に展開し、戦線正面を前方へ押し上げて達成するよりも、はるかに強い攻撃力を生じさせる。
戦力の集中では機動力が要求されるが、これは敵が攻撃を受ける点を探しだして防御箇所を補強するのを防ぐためである。また火力の集中は戦闘において一度達成されると効果を発揮する。戦車はこれら2つの特性を具体化したことで機甲戦における主要な兵器となった。
第二次世界大戦中に参戦した全ての軍隊の兵力は、主として歩兵部隊と、他の支援兵科である砲兵部隊、偵察部隊、工兵部隊、輜重部隊、および主計部隊から構成された。イギリスとアメリカ合衆国は両方とも戦争の終わりまでに完全に機械化しており、これらの国は除外しても、歩兵部隊は未だ軍馬による輸送に非常に依存していた。また砲兵も、戦場での作戦時には馬によって砲を牽引した。戦略的な部隊の展開は、鉄道輸送網によって行われていた。

### 大英帝国およびフランス

#### 戦争前期
イギリスとフランスでは、機甲部隊は陸軍に受け入れられていたが、しかし分業で運用されていた。いくらかは歩兵支援兵器として、他のものは騎兵の役割を代替していた。こうしてイギリスとフランスの歩兵戦車は重装甲となり、鈍重なものとなった。これに対してイギリスの騎兵戦車、巡航戦車は軽快であり、また貧弱な装甲という結果を招いた。しかしドイツ軍のいくつかの戦車は独自の機動作戦のために設計されたI号戦車とII号戦車は、また汎用的な戦車となった。歩兵戦車と比較して、軽量かつ相当に優れた機動性を持つが、より貧弱な機関銃と装甲を施されていたためスペイン内戦(1937~39)で対戦車能力の不足からIII号戦車とIV号戦車が主力の座を譲るはずだったかが戦車自体の絶対数が不足していた。　
1940年、ドイツ軍の戦車はイギリスの歩兵戦車と実際に戦わねばならなくなり、これらドイツ戦車は激しい妨害を受けたものの、ヨーロッパ大陸からイギリス陸軍を追放して埋め合わせた。ドイツ軍の侵攻が開始された時、フランスはより多数の戦車を保有しており、それらはドイツ戦車よりも一対一の状況では優れていた。しかしながら当時の政府と陸軍は「マジノ線の威光」をやみくもに信じ、戦車開発は二の次ということと、重要なことはどのように戦車が用いられたか、であった。フランスの司令部は、歩兵支援のために、戦車の半数を独立運用される「Bataillons de Chars de Combat」（戦車大隊）へ分割した。これらの戦車の使用は、地域の部隊指揮官の意志決定に拘束された。1940年のドイツ軍司令部は自軍の戦車を戦車師団へと集中し、これらを戦略的な包囲のために使用し、彼らの進撃路をフランス軍の防衛線の中に打通した。そして海峡へと前進し、国家の兵站支援の中枢である、連絡線と補給路を切断する脅威を与えた。
このような攻撃に対処するには、機動できる対戦車戦力が予備に持たれるべきであり、攻撃に応じられるよう動かねばならなかった。フランス軍には戦略的な予備兵力が皆無だった。フランス軍の3個騎兵装甲師団（「Divisions Legeres Me'caniques」、軽機械化大隊）のように高度な機動力を持つ予備戦力はもちろんのこと、ドイツ機甲大隊との戦線において唯一の装甲部隊が組織されたが、これは既にネーデルラントへ送られていた。これはドイツ軍の穿貫に対抗する上で、決定的なフランス側の失敗である。フランス軍の4個装甲歩兵大隊は戦略的に充分な機動力を欠いていた。しかしこの作戦の後期には、戦車の攻撃に対して強い抵抗力を示した、新しい戦術が用いられた。これはハリネズミ防御と呼ばれた。しかし既に被った損失のため、フランス軍は全く反撃することができず、最終的にハリネズミ陣地はドイツ軍によって迂回された。

#### 北アフリカ戦線

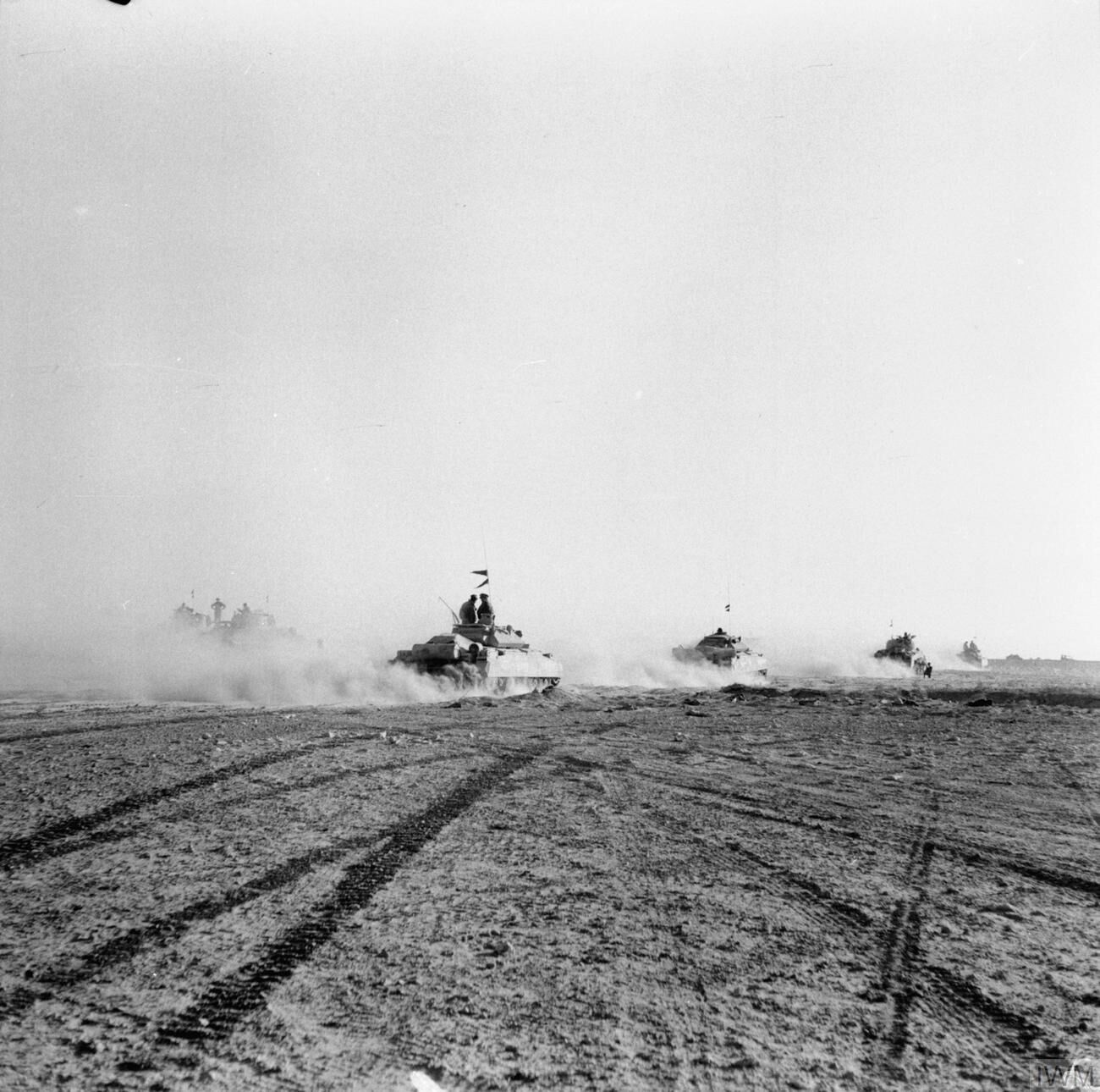
第二次世界大戦中の第二次エル・アラメイン会戦にて、砲撃下に前進する英軍戦車。

北アフリカの砂漠ではイギリス軍が、装甲部隊や歩兵と砲兵が共に形成する「バランスのとれた諸兵科連合部隊」というような連携について、代わりとなるアプローチを開発した。ロドルフォ・グラツィアーニ元帥率いるイタリア第10軍は、装備の不足と行き届かない指揮のため、イギリス第8軍麾下の連邦軍部隊のアプローチに対し速やかに屈した。　
エルヴィン・ロンメル将軍の指揮下に置かれるドイツアフリカ軍団の到来は、イギリス軍のアプローチのいくつもの弱点を強調するものであった。静止して統制のないイタリア軍部隊を攻撃するとき、各機甲師団の歩兵と砲兵は少数でも充分だった。しかし高度に機動し、よく統制のとれたドイツ軍部隊に対するには、人員不足の連邦軍部隊では不十分であると証明された。
ヨーロッパ大陸へ侵攻を開始した連合軍は機甲戦において効果的に戦果を上げはじめたが、これは戦争後期の数年のことである。1942年及び1943年、連合軍は一貫して北アフリカ砂漠での機甲戦に負け続けた。理由は誤った戦術によるもので、ことに対戦車目的での機甲部隊の配置の妨害へと陥ったことによる。

### ソ連赤軍

#### 戦前
ソ連赤軍での戦車運用の発達は、トゥハチェフスキーおよびトリアンダフィロフのような将官達の実行した、1930年代中期から後期の理論を基礎としていた。この発達は二つの方向性を持つ概念の一部としてなされたものであり、一つは歩兵戦力を中心とする「幅広の正面戦線」、そして他に「打撃軍」があった。戦闘教義において、歩兵戦力を中心とする箇所では、重戦車に歩兵砲および機銃を装備した「強力な戦車」、また軽量で機銃を持ち、しばしば水陸両用を求められた「豆戦車」が必要とされた。打撃軍にあっては、中量級の砲を持ち快速な車輌である「機動できる戦車」を必要とし、これは自動車化部隊および「機械化騎兵部隊」と連合して用いられた。機械化騎兵とは「戦略的な騎兵」のように戦線深部で活動し得るもので、また発生段階だった空挺部隊を結合したものである。これらの概念は「PU-36」、1936年の野戦行動規則で完成された。

#### 戦時の赤軍
第二次世界大戦が開始された時点の赤軍は、機甲部隊を含む大半が過渡期にあり、1937年の将校団の大粛清と、1939年の冬戦争の結果からの回復を行っていた。赤軍の戦車軍団は極めて巨大で、約24,000輛の車輌から構成されていた。しかし多数が旧式化しており、また予備部品の補給の困難さと、資格のある支援人員の不足から任務を果たすには不適当だった。戦車軍団のほぼ半数が戦争の最初の一カ月で失われた。
赤軍の初期の戦略的撤退は、副次的な任務へ機甲部隊を就かせることとなった。だが戦前に行われた一つの重要な開発があった。それはソビエトの、機甲戦の戦闘教義と戦車設計へ短時間に位置を占め、10年に渡って影響を及ぼしたT-34の出現である。クリスティー・サスペンションを装備した車体で開発され、傾斜装甲による避弾経始を最初に備えていたT-34は、高初速の76.2mm戦車砲でドイツ軍に衝撃と驚異を引き起こした。広軌履帯を用いるT-34はまた、ドイツで設計された戦車が絶え間なくはまり込むような、劣悪な天候下の地形でも踏破できた。
赤軍はドイツの電撃戦という戦略が成功したこと、また運用上の方法と戦術を評価した。そこで赤軍は、戦争以前に開発された運用方法の活用に戻るべきであると結論された。また本当に、最終的に戦車軍は創設された。T-34を補助する他の車輌として、重戦車、自走砲および駆逐戦車が設計された。
第二次大戦中のソ連における戦略的な作戦行動では、多くの場合、ソ連赤軍の機甲部隊が集中投入された。作戦は厳重な機密保持の下で開始され、奇襲の原則が用いられた。

### ドイツ第三帝国

#### 戦前及び大戦初期
第二次世界大戦の時点でドイツ機甲部隊は、連合国の戦術および運用上のレベルより、もっとも非常に深化し、より柔軟な戦闘教義を開発していた。こうした戦闘教義は戦略レベルの位置になかったにもかかわらず、1940年、フランス侵攻戦でドイツ軍が集結させた機甲師団は、戦略的に連合軍の防衛線を切断し、巨大な効果をもたらすよう用いられた。
この戦闘教義の発展はハインツ・グデーリアンの著である「アハトゥンク・パンツァー」（邦題、戦車に注目せよ）の広汎な影響下に行われた。またドイツの戦車兵科は、歩兵や騎兵とは別個の「Panzertruppe（機甲部隊）」「Panzerwaffe（機甲兵科）」として形成され、こうした政治的理由などの要因からも発展は促進された。しかしながら、1940年まで「Panzertruppe」は強い影響力を持っていた歩兵部隊によって妨害を受けた。それは戦車製造が低い優先順位しか与えられなかったことからも示されている、開戦時の資材割当は第一が弾薬、火器、工作機械であり次が艦艇、航空機。戦車の優先度は3番目だった。またこの要因から、1936年から1939年にかけ、戦車は歩兵部隊と騎兵部隊の間で分割されていた。

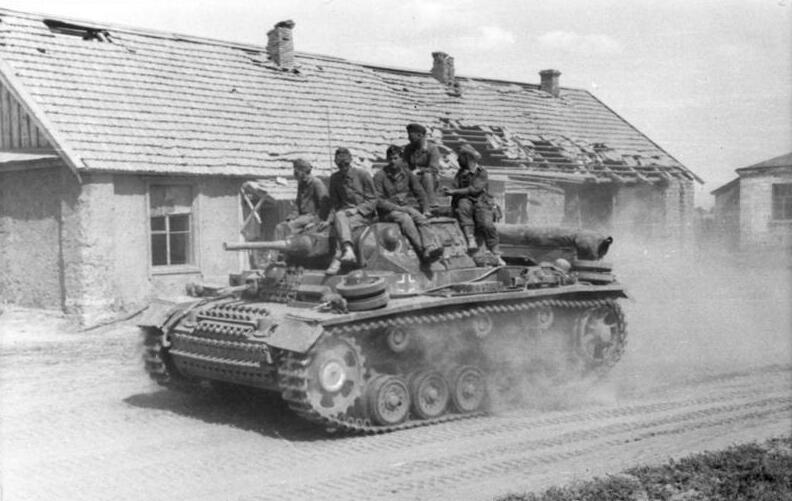
1942年、ロシアの東部戦線で歩兵を乗せて走るIII号戦車

グデーリアンは他の将官の助力を得、純粋な歩兵部隊や騎兵部隊とは別個の、機甲化された諸兵科連合部隊を設立した。戦車師団は単に戦車のみで編成されるのではなく他の兵科を合成していた。最も注目すべき点は、半装軌車輌に搭乗し、輸送中に小火器の射撃から防御されている機械化歩兵部隊、および戦車の車体に野砲を搭載した自走砲部隊である。こうして戦車師団は完成し、戦闘部隊として自立を果たすことができた。また、大量の対戦車銃を装備し、塹壕に籠もる歩兵部隊の強力な抵抗に対して、戦車が突破を達成する際には、味方歩兵の直接支援無しには高い代償が払わせられたが、この問題を克服することもできた。歩兵部隊は、戦車部隊の速度へ追従するには常に問題を抱えていたが、今や彼らは機甲部隊と共に行動することができた。しかしこの発展については、機械化歩兵部隊の装備に半装軌車輌が不足していたために、1941年まで妨げられた。
理論的な手法を介しての徹底した研究、兵棋演習及び訓練、またヒトラーの政治的な支援から、機甲部隊は自らのうちに、装甲化された部隊は戦場での鍵になる部隊であるとの確信を作り上げた。この観点は1940年以前に存在したが、しかし他の任務につく兵科と共有されることは無かった。この戦闘教義の重要な部分は、全戦車に無線機を装備することによる改善された通信網であった。またこの概念は、大多数の戦車が送受装置のレシーバーだけを持っていたことから、技術的な限界に苦しめられた。戦術と戦闘教義の運用の優勢、加えて適切な戦略の遂行により、1940年のドイツ軍はフランスにおける作戦で、装甲部隊、歩兵部隊、および砲兵部隊の量において優勢な敵軍を撃破した。電撃戦は十分な検討を経た戦闘教義となった。しかし1941年の東部戦線では当初劇的な成功を達成したものの、最終的に失敗を迎えた。

#### 大戦後期
第二次世界大戦後期、ドイツ軍は守勢に置かれた。対戦車戦闘において、パンター中戦車やティーガーII重戦車は強力な火力と装甲を持っていた。ティーガーI重戦車は、迂回機動によって弱点である側面や後面を撃ち抜かれる前に、4輛から5輛のM4中戦車を撃破できた。しかし連合国軍機甲部隊の猛攻は数量において特に優勢だった。壕を掘って戦車を中へ入れるダッグイン戦術の他、ドイツ側は旧式化した戦車を駆逐戦車へと転換した。基本的にこれは砲塔のない戦闘車両であり、より重量級の砲、そしてしばしば重装甲を備えていた。
III号突撃砲のような車輌はドイツ軍の戦車より多数配備され、ヨーロッパの戦場において多数の連合国軍戦車を撃破した。こうした車輌は、小型の無反動砲であるパンツァーファウストや、対戦車砲および対戦車地雷を敷設した地帯によって防備を固めた対戦車班の投入を含む、非常に効果的で広く用いられた対戦車戦術の一部を構成した。ではあるが、これらは電撃戦の戦術を成功裡に用いることを非常に難しくした。

### アメリカ合衆国
アメリカでは、第一次世界大戦時にアメリカ合衆国戦車軍団が設立されていた。この部隊はフランスのルノー FT-17 軽戦車、そのコピーである6トン モデル1917戦車、またイギリス製の戦車を装備した。この戦争からはドワイト・D・アイゼンハワーとジョージ・パットンのような幾人かの将官が台頭した。彼らは当初、継続的で熱心な支持者として現れ、アメリカの装甲兵力を発展させた。しかし部隊が急速に削減されたこと、また無関心さや反感が戦間期の戦力の創設と準備に向けられ、1920年代から30年代のアメリカでは、機甲戦の戦闘教義の発達が相対的な停滞へと至った。1920年代から1930年代の後期を通じ、実質的にアドナ・R・チャーフィー・ジュニアだけが機甲戦の将来を擁護し、戦闘教義、装備、適切な訓練方法の開発を行った。
アメリカ陸軍は常にフランス陸軍がヨーロッパで最高の陸軍であると考えていた。これに従って、南北戦争時のアメリカ陸軍はしばしばフランスの制服をコピーしており、航空機とルノーFTのような戦車も真似て作られた。1940年、フランスがたったの6週間で制圧されたことにアメリカ陸軍は衝撃を受け、1939年のポーランド侵攻として知られるドイツ軍戦車の作戦行動とその影響を再考することとなった。しかし1940年まで装甲戦闘兵科は設立されず、装甲部隊が生まれたのは1940年7月10日となった。司令部、装甲部隊および指揮部隊、これらが第1装甲師団としてフォート・ノックスで設立された。1940年7月15日、機械化された第7騎兵旅団が第1装甲師団として編成された。フォート・ベニングの歩兵戦車部隊であった第7暫定戦車旅団、これは第2装甲師団となった。戦車大隊はメリーランドにあるフォート・ミードで編成された。そして小規模な装甲部隊学校も設立された。
アメリカでの一般的な戦闘教義の概念とは、電撃戦と呼ばれている戦争の新しいシステムの一部として、戦車が大胆に使われたということだった。装甲兵力を担当したジェイコブ・L・ディバーズ将軍の指揮下で、諸兵科連合部隊が歩兵、砲兵そして戦車を主力として編成され、戦闘教義が開発された。その中で、戦車は主要な機動力を持つ構成要素とされた。この教義の下で、装甲師団と総司令部（GHQ）隷下の戦車旅団、この双方のアメリカ戦車兵が、戦車の交戦では、戦車で戦車と戦うことを教育された。装甲部隊の兵員は、戦争中も戦争後にも歩兵部隊を非難した。これは歩兵側が、総司令部の戦車旅団を完全に歩兵支援用として歩兵師団へ割り当て、使用したことによる。

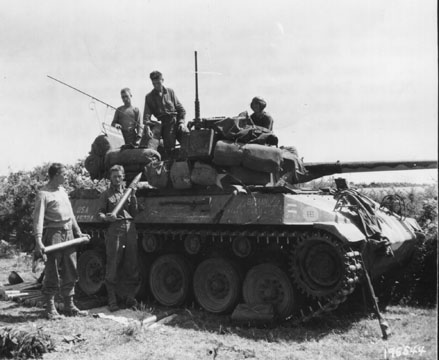
砲弾を搭載するM18ヘルキャット。戦車を駆逐する車輌として設計された

アメリカの諸兵科連合部隊は、航空支援、砲兵、工兵、そして戦車を補強する戦車駆逐車の概念を含んでいた。この戦車駆逐車は、陸軍地上兵力の本部長であるレスリー・J・マクネア将軍と最も密接に関連したものだった。ドイツ軍の初期の成功に学んでいたマクネアは、アメリカ軍が、フランス陥落の再現のように、アメリカ軍を迂回し、孤立させて弱体化させる敵兵力の高速機動と直面するという確信に至っていた。敵の電撃戦に対処するために、マクネアは、牽引式の対戦車砲を付与し、歩兵に携帯式のバズーカを備えることで、アメリカ歩兵師団の有機的な対戦車能力の改善を試みた。また機甲部隊の襲撃と進出を止めるために、高機動力と高火力を施した戦車駆逐大隊が複数編成され、奪還と反撃に投入されることとなった。
この考えでは、ドイツ軍の持つパンター戦車やティーガー戦車は従来の戦車が引き受けることができ、またそれらの速度と機動性は、側面攻撃や迂回進出を行うには不十分であって、戦闘の可能性は無いと信じられていた。アメリカの利益は、少数の信頼性に欠ける重戦車より、信頼性に優れる大量の中戦車によってもたらされるとも見積もられた。したがって、M26パーシングのようなアメリカ製重戦車の量産を遅らせ、大量生産中のM4中戦車とM18ヘルキャットのような戦車駆逐車に資源を集中させることが決定された。 シャーマン中戦車はドイツ軍の重戦車より劣っていたことから、できる限り対戦車戦闘を避けねばならず、戦車駆逐車に敵の戦車が任された。
反撃という位置を占めるには、戦車駆逐車は高速でなければならなかった。利用可能なエンジンで要望された機動力と俊敏さを成立させるため、防御装甲が犠牲となった。一定の防御は、敏捷性および敵が一撃を与える前に敵を撃破できるという期待からもたらされた。これらの車輌は76.2mm砲を装備していた。戦車駆逐部隊は現代的な装弾筒付徹甲弾の原型を装備して編成されたが、この砲弾は戦車駆逐車の主砲を、口径の単純な比較から暗示されるよりも非常に強力なものとした。
しかし実戦でのドイツ軍は、自由かつ流動的な方法での高速戦闘は不本意であり、実行もできなかったため、アメリカ軍は反撃に転じ得なかった。実際のドイツ軍は守備的な待ち伏せ戦術を採用し、対するマクネアの戦闘教義は、アメリカ軍戦車がドイツのものより弱火力の主砲を持ち、より脆弱な装甲防御になるという結果へ導いた。またノルマンディーの地形の多くは限定的で狭苦しく、この中では、アメリカ軍戦車はドイツ戦車との一対一の遭遇を避け得なかった。

### 大日本帝国
日本の戦闘教義は主としてフランスの概念を用いたが、いくつか純粋に日本が作り出した要素があった。日本の海軍力における軍艦建造の優先順位のため、また軍部間のいくつもの確執から、大日本帝国陸軍は戦車に軽量な装甲を施した。参謀本部では車輌を軽量化して数量を揃えることを主眼とし、これに対して戦車を実地に運用する部隊側は、多様な局面で使える防御構造を支持した。日本の戦車は、1930年代の大部分の機甲部隊と同様、主砲が小口径だった。九五式軽戦車の37mm主砲、九七式中戦車の57mm主砲、47mm主砲である。日本陸軍の中国戦線における戦車の使用法は彼らの教義を示している。軽戦車は偵察、捜索または機動する歩兵支援兵器として投入され、中戦車は歩兵の支援または戦線深くの目標へ突撃した。しかし、全体的に一団となって戦うことはなかった。
戦闘教義としては歩兵直協を主としたが、中国大陸の実戦ではしばしば戦車部隊が独立して突入し、戦線深くへ侵入している。中国側部隊の装備は小銃と機関銃、手榴弾、地雷程度であり、対戦車戦闘能力に劣った。
日本軍では一時期、諸兵科連合による現代的な機甲部隊が編成されたものの、1937年（昭和12年）の実戦では陸軍上層部が歩兵直協の運用を強い、機甲部隊としての価値を弱体化させたため、真価を発揮せずに終わった。1940年（昭和15年）、東部山岳地方での戦場では歩兵との直協が要請され、編成には戦車団が採用された。
戦車団における戦術としては以下が採用された。戦車部隊はソ連軍の前線に直接投入せず、まず砲兵によって弱体化を図るか、奇襲によって突破されるとした。戦車部隊は第二線以降の連続的な突破に投入される。目的は歩兵師団の誘導、また砲兵火力の補助であった。。
- 戦車連隊と歩兵大隊が直協、戦車部隊は歩兵の数百m先を進む。敵の障害物を破壊、機銃などの側防火器を排除する。
- 戦車連隊は二個に分かたれる。一個は敵砲兵部隊の排除のために行動し、もう一個は歩兵と直協する。
- 敵戦車を含む、突破口への敵部隊の逆襲阻止を行う。
- 戦車団に歩兵を随伴させ、陣地の間隙から突入する。この際、戦車の機動力と突破力が利用される。

また当時の急速な機甲化の趨勢から戦車部隊の防御も意識され、掩体による陣地化が有効とされた。
さらに師団捜索隊が編成された。この部隊は平原での戦闘を担当する歩兵師団に設立されたもので、運用は以下のようなものだった。
- 歩兵師団の前進時に、その前方を偵察し、敵戦力を捜索する。
- 遭遇戦が発生する場合、重要箇所を占領し、敵部隊の展開を妨害する。
- 戦闘では敵の側面を突くよう行動する。また味方側面を援護する。

師団捜索隊は随伴歩兵と共に機動し、攻撃、要点の占領を行った。しかしながらしばしば歩兵は機動力の欠如から歩戦分離を招いた。乗車歩兵が一度降車すると、戦車の機動について行けなくなったためである。また地形、積雪によっても大きく機動力が減じ、装軌貨車の必要性が指摘された。
1942年（昭和17年）になると戦車団は解隊され、機甲軍が新設された。これは戦車団と師団捜索隊を統合したものであった。機甲軍の編成は戦車二個師団を主力とした。戦車師団内部には砲戦車中隊、整備中隊、歩兵連隊、速射砲隊、砲兵連隊、防空隊、工兵隊、整備隊、輜重兵連隊が含まれていた。大規模な機甲師団であったが、昭和18年から20年にかけて戦局が悪化し、戦車部隊が次々に南方へ転用された。また砲戦車中隊は未完成であった。こうした状況下で、機甲軍は実質未完成のまま敗戦を迎えた。この時期の機甲軍の運用は、歩兵の直協よりも、機動力による敵の打破を企図したものに移行している。
機甲軍の運用は敵第一線の突破後に後方陣地を強襲、また敵機甲部隊との逆襲に対して阻止を行うものとされた。集結に際しては歩兵部隊の後方へ位置し、前進を準備、夜間に戦場へと機動することが求められた。日本軍の戦車部隊の機動力は地形、気象、道路条件、昼夜など時間帯により異なる。昼間では時速12kmから15km、夜間では無灯火で時速4kmから5km、一日では100km前後を移動した。小部隊では200kmを機動できた。戦闘では戦車連隊は二線配置され、砲戦車中隊は第一線の後方に配置された。砲戦車の役割は対戦車砲と拠点を撃破することだった。隊形としては4輛の小隊が縦10m、横5mの菱形をとり、各小隊がさらに縦100m、横50mの菱形を組んだ。軽戦車3輛がその中央に配された。

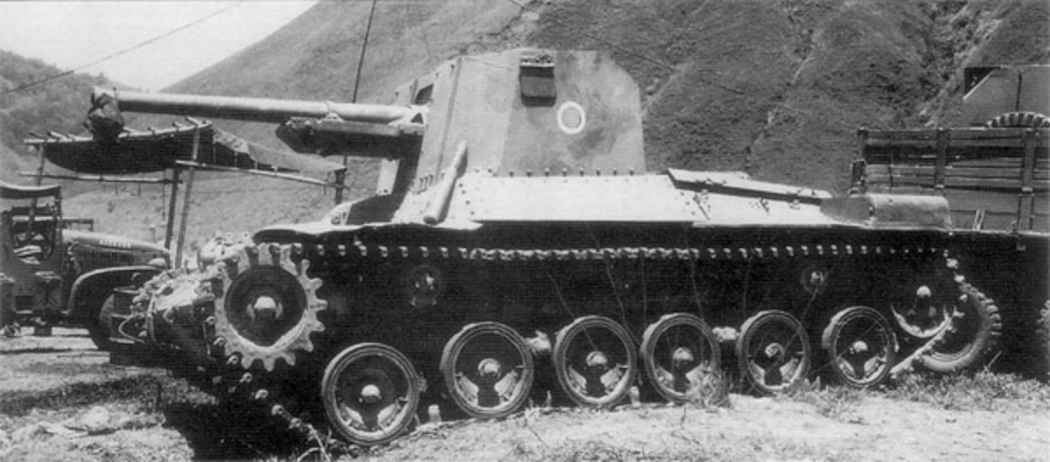
戦車を支援する用途で作られた一式砲戦車。フィリピンでは対戦車戦闘と火力支援を行った。

機甲作戦要務書は1942年（昭和17年）9月に発布され、戦闘教義を以下のように規定した。
- 諸兵種は戦車の目的達成のために協同する。
- 歩兵は戦車の直接支援と戦車の戦果確保のために行動する。
- 速射砲隊は戦車に直接協同する。目標は敵戦車である。
- 砲戦車は敵戦車、火器を撃破する。また、砲兵による砲撃で撃破困難な目標を排除する。
- 戦車は有効射程内まで敵へ突進し、敵の主力戦車を捕捉して撃破する。

最終的に日本の機甲戦教義は、戦車を諸兵科連合の主力とし、機動力と火力によって敵陣地を突破し、野戦軍を包囲撃破するものへと移行した。しかし、この戦闘教義は、機動力によって敵後方へと突破し、補給線または連絡線を切断して敵司令部の決定的な麻痺を招き、勝利をもたらすものではなかった。これは電撃戦の本質と異なる、日本陸軍独自のものだった。

#### 戦闘
日本に最初に戦車が導入されたのは1918年（大正7年）である。このときの車輌はカンブレーの戦いで戦果を上げたマーク IV 戦車であり、乗員は6名を必要とした。当時、日本の自動車隊研究班は3名しか人員がおらず、操縦には別の隊に3名の協力を頼むという状況だった。
1919 - 1920年（大正8 - 9年）には軍用自動車調査委員会で戦車の研究が開始されたものの、日本軍内部の戦車に対する理解は非常に浅かった。創設時代で研究されたことは戦車の操縦技術、射撃、偽装、接敵、通信と連絡、偵察などである。使用機材はイギリスから輸入されたホイペット、フランスのルノーFTで、台数は総数5輛程度である。この時期の訓練にはイギリス・フランスの戦車操典が参考とされた。1921年（大正10年）、陸軍大学校では第一次世界大戦の戦車戦術と戦史について3回の課外講義が行われた。この時期に戦車という名詞が登場する。この言葉は1922年（大正11年）の偕行社記事論文中に登場し、これ以前は「タンク」や「装甲車」と呼称していた。
しかし、1923年（大正12年）から1924年（大正13年）頃、戦車無用論が砲兵を中心に出現した。理由は砲兵に対して無価値であること、日本の工業力の不足、農村からの徴兵者には取り扱いが難しいというもの、また中には日本的精神に反するというものもあった。1925年（大正14年）5月、日本軍最初の戦車隊が編成され、7月から8月にかけて戦車使用方案が編纂された。この中では戦車の任務を歩兵支援と規定し、戦車は歩兵と緊密に協力し、敵陣地の至近で火力を発揮、踏破するものであるとみなした。ここでの戦車は、歩兵の突撃を容易とすること、その後の戦闘を有利に導くことを目的としている。またこの目的を達成するにあたり、戦車の排除するべき目標は機関銃の制圧、障害物の破壊、敵の抵抗であるとされた。ここからは機動力によって敵陣地を突破し、後方へ迂回するという思想的な発達は見られず、第一次世界大戦での戦車戦術の域を出るものではなかった。
1927年（昭和2年）、純国産の試製第一号戦車が完成した。このような戦車設計の技術力向上を踏まえ、1928年（昭和3年）春には歩兵学校から戦車戦力の整備に関して意見が表明された。内容は三本立てである。
- 重量2tから3tの豆戦車の整備。
- 毎時20kmを発揮できる高機動力を持ち、37mm砲を装備し、また37mm砲弾に耐えられ、強固な敵陣地と交戦できる軽戦車の整備。
- 相当な移動性能を持ち、75mm砲を備え、野砲と山砲の砲弾に耐えられ、強固な陣地攻撃に適する重戦車の整備。

これらを実現するにあたり、技術面と作戦面から大きな議論が交わされることとなった。1931年（昭和6年）には八九式軽戦車が配備され始めたが、戦車の用法に関する研究は本格的なものにまで進まず、また対戦車戦や軍の機械化という思想はほとんどの現役将校に理解されていない概念であった。
1931年（昭和6年）9月に満州事変が勃発し、日本軍戦車隊は歩兵直協を主任務として行動した。追撃戦には機動的に投入されたが、いずれも小規模にとどまった。1932年（昭和7年）に入ると戦車の戦術が対ソ戦を意識したものへと発達を始める。戦車中隊が戦闘の単位とされ、大きな突破威力を発揮するには戦車連隊を集結することが規定された。ほか、陣地攻撃は歩兵に先行すること、主として敵陣地に配置された機関銃と交戦すること、遭遇戦での機動力を活かした要点の奪取があげられた。またこの時期の日本陸軍は主要各国の軍機械化に影響を受け、機械化部隊の編成を志向した。
満州事変中の1933年（昭和8年）2月、臨時派遣戦車第一中隊は熱河作戦に投入され、この戦車隊の主力は川原挺身隊に配属された。戦力は八九式軽戦車11輛、九二式重装甲車2輛である。この戦車部隊には自動車化した歩兵が連合した。2月27日から3月4日に320kmを機動した。進出地点は朝陽、凌源、平泉、最終目標である承徳である。ただし八九式軽戦車は最大速度が25kmであり、トラックの毎時40kmには追随しきれなかった。中国側は対応できずに戦線が崩壊した。
1934年（昭和9年）には、自動車化された歩・砲・工兵と戦車部隊を連結させた、独立混成第一旅団が編成されている。1937年（昭和12年）7月の作戦では、歩兵連隊、砲兵中隊、工兵中隊と戦車大隊が行動した。うち戦車戦力は八九式中戦車が12輛、九五式軽戦車13輛、九四式軽装甲車10輛である。しかし運用の失敗から、混成旅団は成果を収めなかった。これは機甲部隊として編成された部隊に対して、上層部が歩兵直協を強いたためである。戦車大隊や砲兵中隊は分離され、歩兵旅団の支援に別個に投入された。旅団は細かく分解されて各方面の部隊に配属され、集結使用されることがなかった。また中国側はこの戦闘でラインメタル製の37mm対戦車砲を投入、八九式中戦車が撃破された。この失敗から機甲部隊は意義のないものと評価され、部隊は解散された。
ほか、独立戦車大隊による戦車の機動力を活かした作戦としては、徐州会戦での隴海線遮断、漢口での江北追撃戦がある。しかし、この時期の戦闘はいずれも本格的な対戦車能力を持つ兵力との交戦ではなく、装甲防護能力と対戦車戦闘能力が軽視される要因の一つとなった。また歩兵直協による成功は機動力による突破と迂回という戦術よりも、より歩兵との支援を強め、歩兵兵器としての観点を強化した。

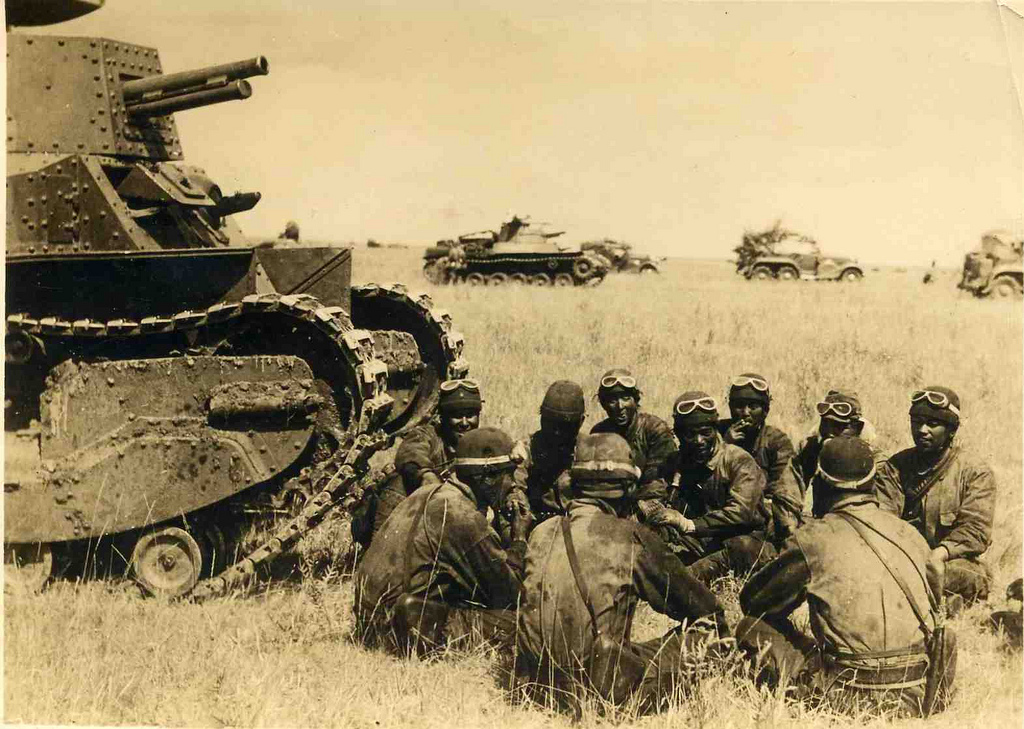
ノモンハンでの八九式中戦車。

1939年（昭和14年）、日本陸軍はノモンハンでソ連の機甲部隊と交戦した。3カ月続いた戦争の間に、日本軍の機甲部隊は、ソビエトの戦車に対する彼らの脆弱さを露呈した。日本の敗北という結果は、帝国陸軍内に生まれた一連の不満を、将来の日本の機甲部隊の改善点に取り入れるよう促した。日本戦車の弱点とは弱火力と軽装甲であった。ノモンハンに投入された戦車戦力は戦車第三大隊と戦車第四大隊の92輛、さらに一個自動車化野砲大隊が配属された。しかし、連隊の戦車兵力の約4割は、ソ連側が巧みに偽装して配置した45mm対戦車砲と、BT戦車に撃破された。戦車第4連隊の砲手からは、敵戦車に戦車砲の直撃を加えても弾かれることが報告された。一方、最終的に戦車第三連隊の戦力は75%まで回復し、また戦果としては戦車32輛撃破、装甲車35輛撃破、戦車10輛捕獲、装甲車10輛を捕獲したとする報告がある。また戦車第四連隊は7月2日の夜間戦闘で、雷雨という気象条件から奇襲を成功させ、火砲12門、戦車装甲車合わせて10輛、トラック約10輛を撃破した。
これらの不満の中には、戦車の装備を中止して対戦車砲を装備するべきであるとの極論も生じたが、1940年（昭和15年）以降の日本陸軍は機甲部隊の拡張へと再び転じた。これは満州に戦車部隊を二個師団、教導旅団を作り、北支に戦車一個師団を設立しようとするものであった。太平洋戦争が開始され、1944年（昭和19年）の夏以後、これらの部隊はフィリピンと本土へ送られることとなった。
1941年まで、アメリカ合衆国陸軍の戦車部隊はM2A4とM3スチュアート軽戦車から構成されていた。しかし、日本陸軍とアメリカの軽戦車を相互に比較するならば、これらの車輌は1935年に開発された九五式軽戦車より5年ほど新しい。第二次世界大戦中の両軍の局面において、密林での作戦行動の間、これらの車輌は各々の軍隊のために表面的にはよく機能した。

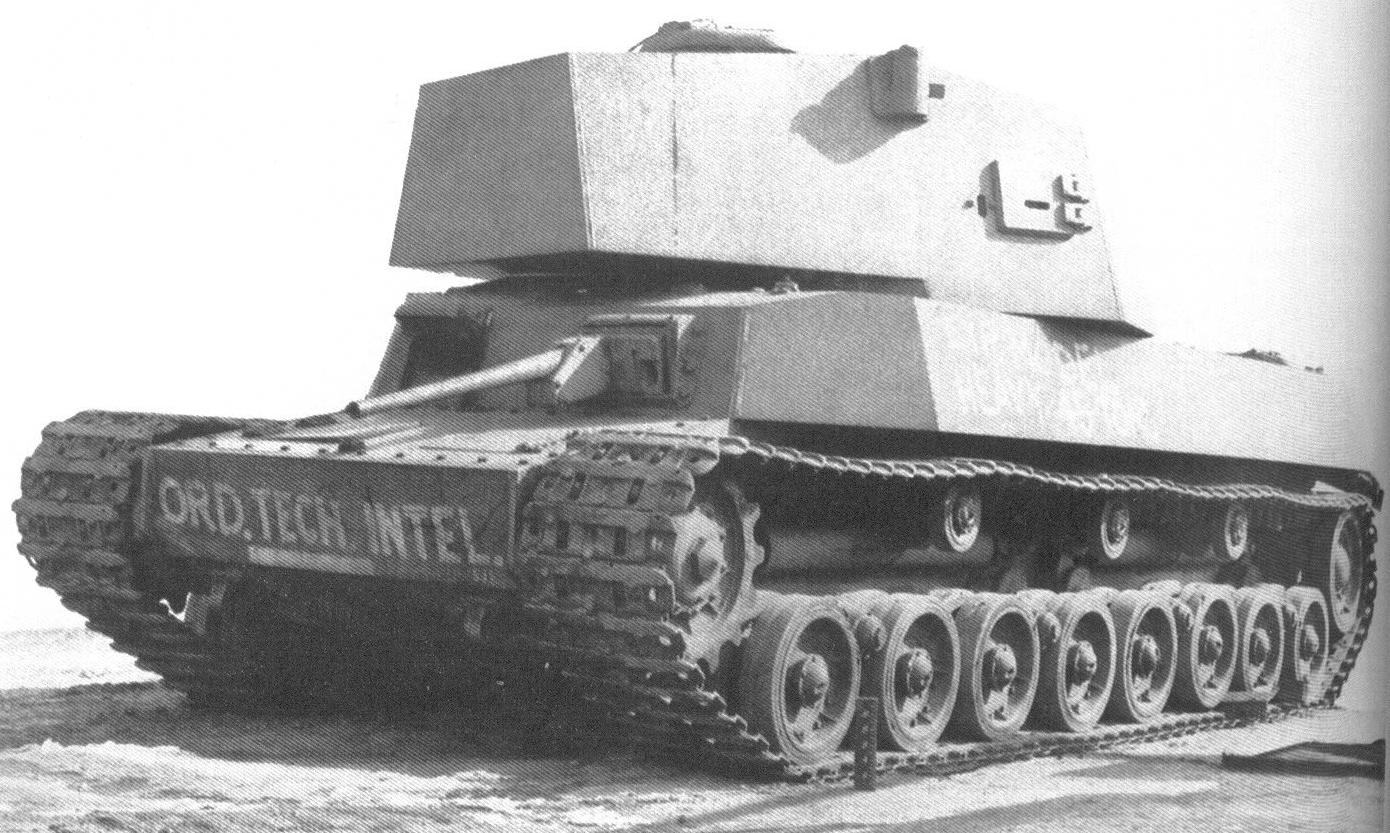
大戦末期に試作された五式中戦車。

しかしすべての機甲部隊と同様、整備は繰り返される試練であり、熱帯の環境ではことに悪化した。大日本帝国陸軍と海軍陸戦隊の戦車が敵と交戦したとき、これらの部隊は隠蔽された対戦車兵器、あるいは敵戦車の圧倒的な投入数によって速やかに撃滅された。従来、日本は海軍力に拠る国家であり、生産を軍艦に集中させていたため、装甲車輌の開発には低い優先順位が付されることとなった。そしてこれらの車輌は、戦争後期の数年で速やかに旧式化した。戦争の初期の段階で、より重量級の外国の戦車に対抗できる戦車がいくつか設計されていたが、戦争終了に近い時期に少数が生産されただけであった。これらは予備に後置され、また、日本本土を防御するべく配備された。
フィリピン、硫黄島、沖縄など、大戦末期の日本軍戦車隊の戦術は、機動力を用いるものではなく、陣地防御に徹するものだった。こうした戦闘では以下のような戦術が採られた。戦車連隊には作業隊が付属され、掩体を構築する。制空権がない状況下での作戦のために前進には夜間が選ばれた。さらに敵戦車の側面、後面に対して砲撃が行えるよう火網が設計された。攻撃に際しては戦車部隊単独での攻撃を避け、歩兵、砲兵と共同で逐次に陣地を攻撃し、突破するよう改められた。

### 中華民国
戦時中、中華民国の国民革命軍では、第200師団が国家の持つ唯一の機械化された師団だった。第200師団では、イタリア、ドイツおよびソビエト連邦から取得した戦前の戦車を使用した。装備車輌は、ルノー FT-17 軽戦車、ルノー UE、AMR-ZB軽戦車、CV35、I号戦車、Sd Kfz 222、Sd Kfz 223、ヴィッカース 6トン戦車、ヴィッカース水陸両用戦車、カーデン・ロイド豆戦車、ヴィッカース中ドラゴン砲兵牽引車、ヴィッカース軽ドラゴン砲兵牽引車、ユニバーサル・キャリア、M3A1 スカウトカー、T-26、M3A3軽戦車、M4A4中戦車、GMCトラック、など。

## 冷戦期

### 中東戦争
冷戦の数十年の間、東地中海地域のイスラム諸国とイスラエルの対立は、特に機甲戦の試験場の役を果たした。アラブ諸国とイスラエルの両陣営とも、一連の紛争で戦車と他の装甲車両を重用した。1973年の第四次中東戦争まで、良い戦術と部隊の団結のために、イスラエルの機甲部隊は一般的に優勢だった。
しかし、戦車部隊と歩兵の協働は欠けており、問題が生じた。
第四次中東戦争中、かなりの数の単独行動中だったイスラエル軍戦車が、対戦車ミサイルを持つエジプト軍歩兵によって撃破された。これは極端な例であるが、第二次世界大戦以後、かなり徹底して記録されたことの例証である。それは、互いの強さを利用し、弱点を最小にするべく連携することで、戦車部隊と歩兵は最もよく働くということである。
多くの紛争において、歩兵部隊が戦車の後部に搭乗しているのを普通に見ることができる。彼らは飛び降りる準備を整えており、必要なときに支援に当たれる。不幸なことに、現代の戦車設計の多くがこの後部を常に危険なものにしている。例えばM1エイブラムスでは、ここに熱い排気ガスを出し、付近の歩兵は自分の立ち位置に注意しなくてはならない。戦車は、良好な照準を行った砲列に対して非常に脆弱になり得る。よく統制された航空支援と対砲迫戦能力を備えた部隊は、この問題の克服について支援できる。

#### 誘導ミサイル
第二次世界大戦中やそれ以前の戦車を撃破する試みは、従来、高初速の火砲を用いてなされていた。これは第二次世界大戦以後の時期になると、装甲の防御能力が向上したこと、戦車の機動力が増強されたことから、ますます難しくなったことが明らかになった。戦車を撃破しようとするもう一つの方向性は、この時点で世界最大の機甲軍を保有していた国であるソビエト連邦からもたらされた。ソ連の兵器設計者達は、ほぼ全ての歩兵部隊の兵器に、対戦車能力とその方法を幾種類か具体化するように努力した。1960年代に設計配備された携行型の対戦車有線誘導弾、これらは歩兵でも運ぶことができ、また新規に開発されたBMP-1歩兵戦闘車から発射された。
1973年、イスラエル陸軍は、有線誘導弾が多数戦場へ出現したことの重要性を予見することができなかった。数百基のAT-3 サガー、歩兵の携行できる対戦車有線誘導弾（ATGM）がソビエト連邦からエジプトへと供給された。この兵器は、普通の歩兵が包括的な訓練を行うことなしに運用でき、イスラエル戦車に重大な損害を負わせた。それ以来、対戦車有線誘導弾はイスラエル陸軍内でも重要な役割を演じ、より進歩した国産型ミサイルであるスパイクが開発された。このミサイルは世界中へ広く輸出された。
2006年のヒズボラとの戦闘において、イスラエルの歩兵部隊と対戦車ミサイルを装備した敵の部隊が交戦したとき、ヒズボラは行動中の戦車に数発の命中弾を与えて簡単に撃破できた。この際のミサイルは、ロシア製のタンデム弾頭を装備した最も先進的な9M133 コルネットのような兵器だった。対戦車誘導弾が用いられる時代に戦車が単独運用されることには、いくつかの厳しい弱点があることが強く示されている。
ヒズボラとの交戦による重大な損失に対応し、ラファエル・アドバンスト・ディフェンス・システムズはイスラエル・エアロスペース・インダストリーズと協力して戦車用のミサイル防御システムを開発した。これはトロフィーと呼ばれ、対戦車ミサイルを迎撃し破壊するものである。2011年3月1日、この兵器は戦闘において成功裡に展開され、ガザ国境での交戦中に対戦車ミサイルを迎撃した。

### 北大西洋条約機構
冷戦期の間、北大西洋条約機構（NATO）では、ヨーロッパでの従来型の地上戦において、機甲戦が最重要な面を持つとみなした。軽戦車の運用はほとんど停止され、重戦車もまた大部分が断念されたものの、中戦車の設計開発は装甲と主兵装の大型化からより重量のあるものへと発展し、その結果は主力戦車となった。第二次世界大戦中には異なるタイプの戦車が存在したが、主力戦車は、これらの戦車の機能の大部分を兼ね備えて作り出された。
NATOの機甲戦教義はほとんどの部分が防御的なままであり、核兵器を抑止力として使用することに支配されていた。冷戦時代を迎えた大部分のNATO加盟国は、かなりな数のアメリカで設計された戦車を自軍部隊に保有しており、NATOの主要加盟国間では将来の戦車設計に関して相当程度の意見の相違があった。ミサイルを主兵装とするMBT-70はドイツとアメリカが共同で実験したものの、放棄された。アメリカが基礎設計を行ったM26パーシングはM60パットン主力戦車にまで発展した。この後、1980年代にM60はガスタービンエンジンを装備するM1エイブラムスへと代替された。イギリス陸軍もまた第二次世界大戦の戦車設計を保ち続けており、高い成功を収めたセンチュリオン戦車は1970年代になるまで完全に代替されなかった。
1960年代、西ドイツのドイツ連邦軍では戦車の自主開発を決定し、1970年代にレオパルト1を作り出した。これはいくらか軽量な設計がなされていた。本車はドイツの戦闘教義に則り、速度を装甲防御よりも重視していた。フランスの設計した一連のAMX戦車もまた機動性能を防御よりも重視していた。21世紀の最も先進的な西側主力戦車は、強力なエンジンを備え、大口径の120mm主砲と複合装甲を備えている。

### ワルシャワ条約機構

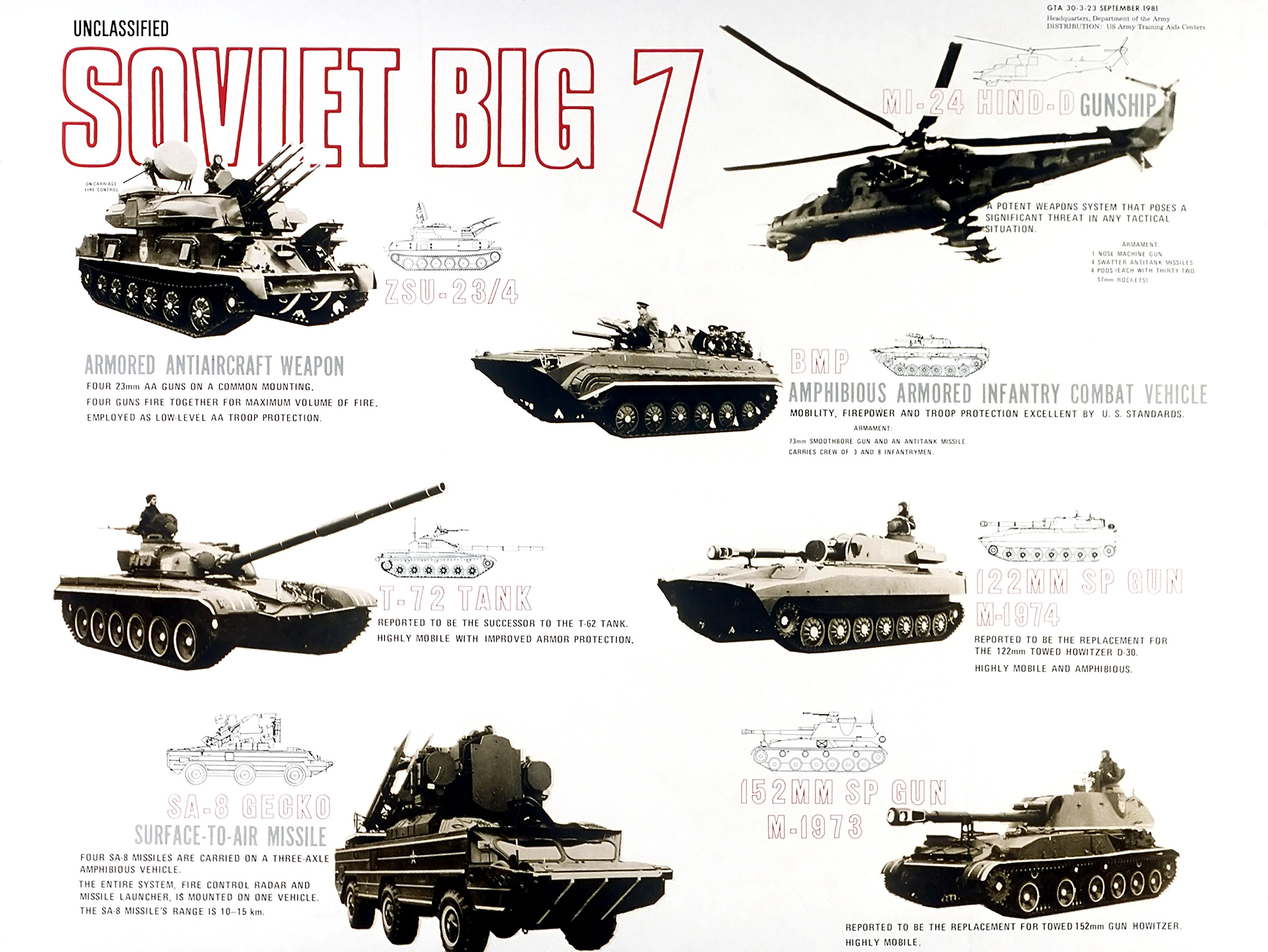
ワルシャワ条約機構の重大な7つの脅威

ワルシャワ条約機構の機甲戦教義は、ソ連陸軍での発展に多大に影響されている。彼らは第二次世界大戦中に発展した既存の戦闘教義を、核兵器の用いられる戦場にも用いることを追求した。こうした動機は、1960年代初期、機甲部隊とそれを支援する兵科にとり、いくつかの重要な発展に至った。その一つは第二次世界大戦で投入された機械化騎兵グループが、冷戦では作戦機動グループへと移行したことである。この部隊はNATOの防御を深く貫通し、その突破を利用するために構想された。これは、1930年代にまでさかのぼる縦深戦術理論の最高点であった。
1964年、戦車設計上の重要な進展がソビエト連邦で達成された。T-64は、初めて自動装填装置を採用して量産されており、戦車の搭乗員数を3名に減らした。この型式の車輌の後、T-72後期型とT-80戦車はさらに変革をもたらした。それは誘導ミサイルを戦車砲弾に混載し、通常の戦車砲から対戦車誘導弾を撃ち出すことを実現したもので、機甲戦に影響を与えた。ソビエト連邦はまた、二種類の主力戦車を運用する国家の一つであった。高性能のT-80と、より低性能なT-72である。現代的なソ連戦車は125mm滑腔砲を典型的に備えている。ソ連戦車の向上には射撃管制装置、ERAによる強固な装甲防御、および防御用迎撃装置、例としてはShtora-1やArenaのような装備が含まれる。冷戦終了までに生まれた最も先進的なソ連戦車はT-80Uである。この車輌はM1A1と同様、ガスタービンエンジン、進歩した射撃管制装置、強固な装甲、そして火力という特徴を共有する。
歩兵戦闘車は1960年代にソビエト連邦のBMP-1として初めて開発され、核兵器の使用が予想される戦場で、戦車を随伴させての歩兵支援を最初に可能なものとした。T-64とBMP-1は、自走砲部隊や、より重要なことにMi-24戦闘ヘリコプターとも連携した。1970年に量産に入ったこの回転翼機は対戦車ミサイルを発射でき、フライング・タンクとして理論が考案された。
ソビエト連邦内部で知られているソ連軍戦車部隊とは、機甲部隊、装甲訓練連隊、および各種組織と部隊を含むものである。

### ベトナム戦争
M113 装甲兵員輸送車は、ベトナムの地形の下で敵軍に対抗し、その有効性を証明した。1968年まで、こうした装甲部隊が展開されることは稀だった。これらの車輌はすぐに地雷とRPGとによって反撃を受けたものの、M113は戦争中ずっと任務を果たし続け、主として歩兵戦闘車に転用されて「ACAV」(Armored Cavalry Assault Vehicle)として知られた。また、軽戦車としても機能した。
より重量級の武装した歩兵戦闘車、たとえばM2ブラッドレー歩兵戦闘車はM113の戦訓を基礎としている。ガントラックもまた、輸送車列を防護するため、装甲と砲をM35トラックに装備して生み出されたものである。1968年に、共産側の勢力は、主としてソビエト連邦の生産したPT-76を配備した。
1971年、より大型のT-54中戦車が出現し、これらはM-72 LAWロケットや、ベトナム共和国陸軍のM41軽戦車、より大型のM48パットンによる試験を許すこととなった。1969年1月、アメリカ陸軍の騎兵部隊は、彼らの保有するM48A3パットンをM551シェリダンへ代替しはじめた。シェリダンは装甲空挺偵察戦闘車輌と目されていた。1970年には200両以上のシェリダン空挺戦車がベトナムで運用されていた。

## 現在の戦車戦術

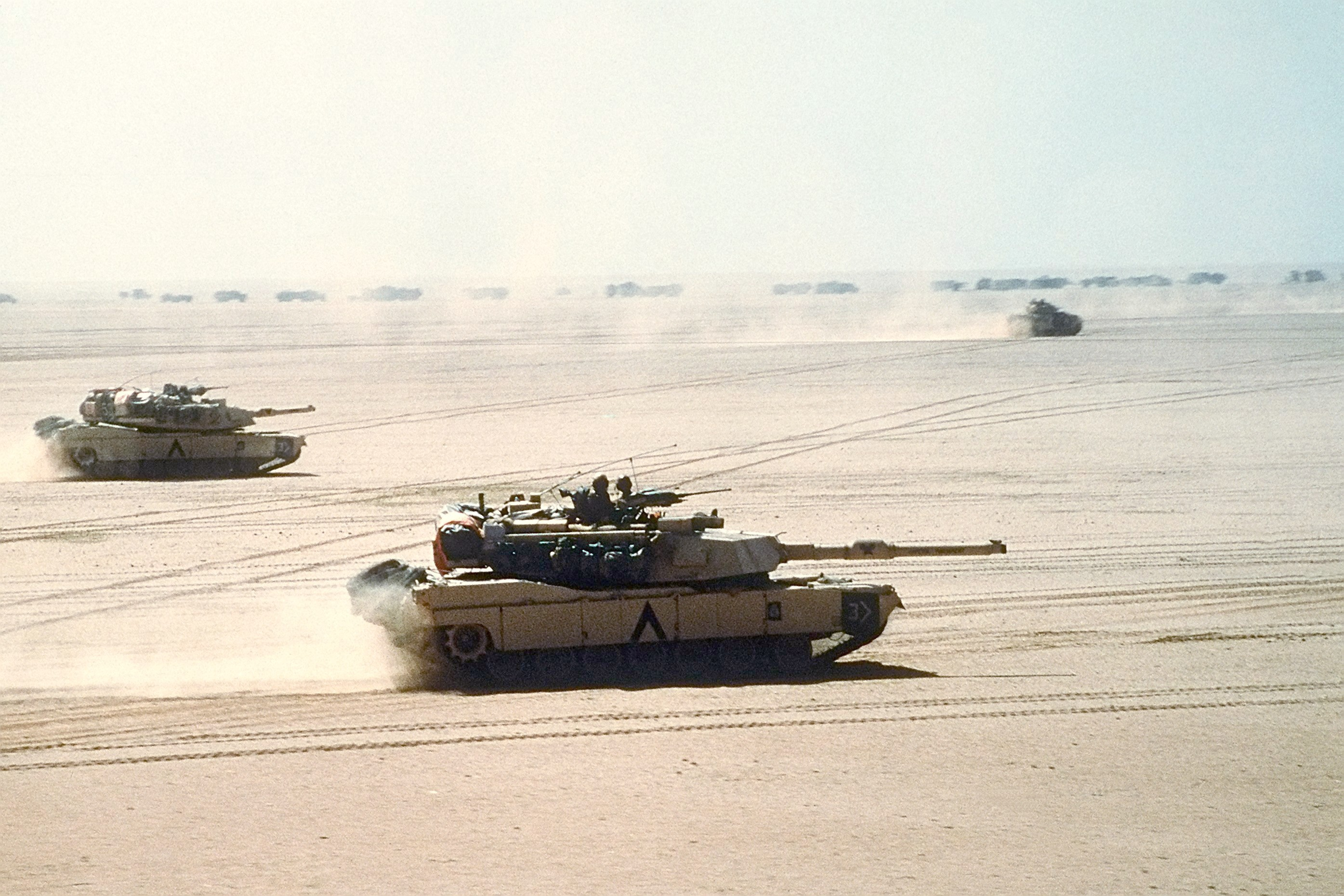
兵科連合部隊のM1エイブラムス戦車、M2ブラッドレー歩兵戦闘車、および段列の補給車両。湾岸戦争時の前進の様子。

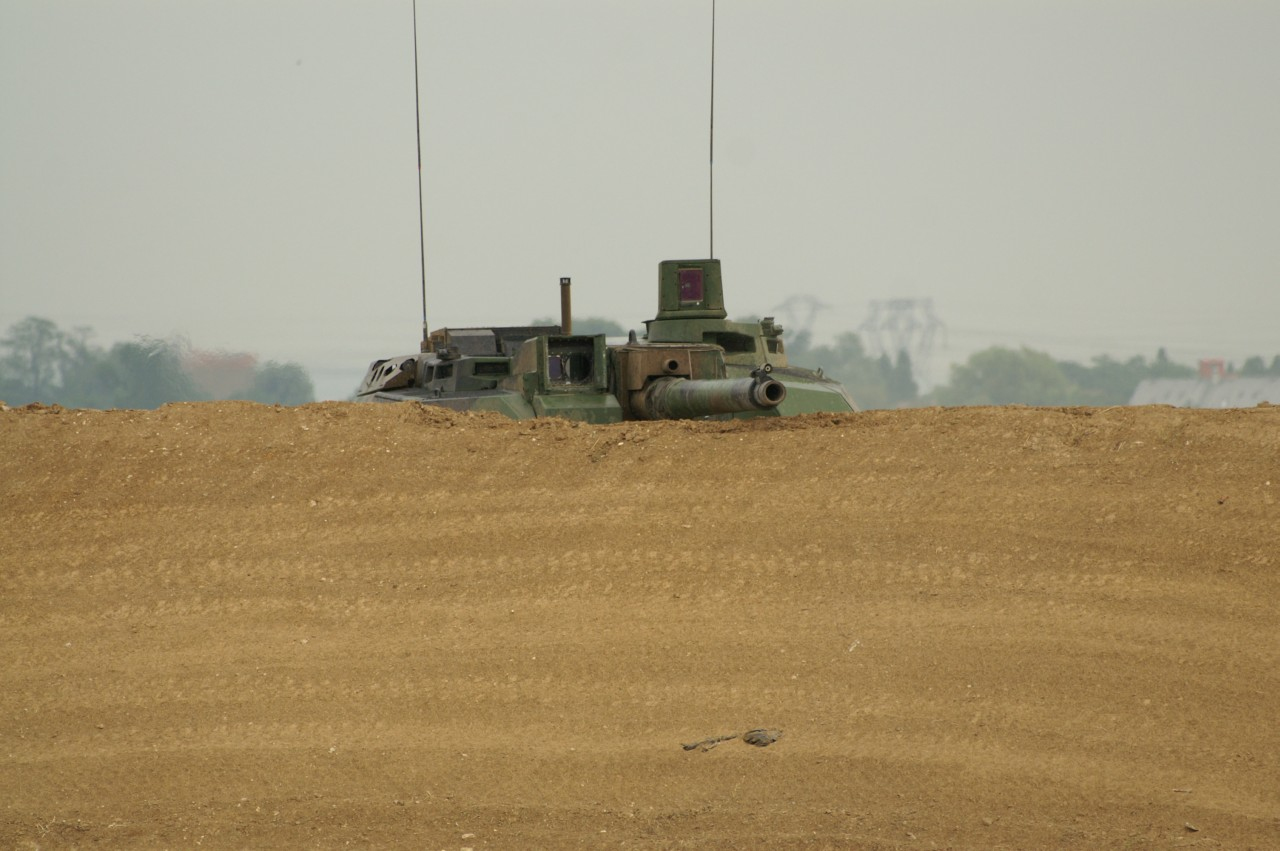
車体を遮蔽した位置につくルクレール戦車。砲塔下の位置で指揮官が観察できるようになっている観測用ペリスコープに注目。

戦車はほぼ単独行動を取らない。通常、最小の部隊編成は戦車4または5両からなる小隊である。アメリカ陸軍または海兵隊において、小隊は士官に率いられ、中隊を構成する。小隊の各戦車は相互に支援を与えあって働く。2両が前進するならば、その間、他の車両は援護する。その後に停車して援護を行い、残った車両は前進する。
通常、複数の小隊は機械化歩兵と協働し、敵前線の弱点を突破するために、彼らの機動性と火力を利用する。この役割には強力なエンジン、走行装置と砲塔が役立つ。砲塔を全周旋回させられる機能は、小隊内及び小隊同士での連携した行動を可能とする。複数方向からの攻撃に対抗し、防御する間、部隊と車輌は停止や徐行を行うことなく交戦する。
守勢にあるとき、これらの部隊は配置された場所で待つか、遮蔽物としてどんな自然の地形、例えば小さな丘でも利用する。丘の頂上のすぐ後ろに位置する戦車は、砲塔の最上部および主砲とセンサー群だけを敵に曝すこととなる。これは「ハル・ダウン」と呼ばれ、丘の向こう側の敵と交戦できている間、最も直撃の可能性が小さい目標となる。最新の運動エネルギー（KE）弾はほぼ水平な弾道を描くことから、戦車は通常、水平位置より下へと主砲を下向けることができるようになっている。こうした構造なしには、車輌はこのような遮蔽された位置を取ることができない。しかし丘の頂上に戦車が達すると、即座にこの車輌は薄い床面の装甲を敵の兵器に曝すことになりうる。
戦車の全周に配置される装甲は均一の厚みではない。典型として、前面装甲は側面や後面よりも厚く配される。そこで通常は、常に敵に正面を向けることが行われ、戦車が退却するときも、向きを反転させるかわりに、後退が用いられる。後退して敵から離れるのは、彼らのほうへ進むより安全である。戦車が前進して丘の隆起を越え、前面装甲を空中へ突き出すと、底面の薄い装甲が曝される。また、主砲の俯角の限界を超えることで、目標を捉えられなくなる。
戦車の履帯、転輪、また緩衝装置は装甲された車体の外部にあり、いくつかある弱点の中で最も弱い箇所である。戦車を無力化する最も簡単な方法として、履帯を損傷させて機動力を奪うこと、外部を観測する機材に障害を与えて、搭乗員が外を観察できなくすることがあげられる。戦車が故障を起こせば、撃破するのはたやすくなる。サイドスカートが重要な部分となる理由は、この部分が重機関銃の威力を弱め、また成形炸薬弾の信管を発火させて走行装置に直撃できなくするためである。他、戦車の典型的な弱点としては、吸気口やラジエーターの配置される機関室上面、砲塔と車体を接続する箇所であるターレットリングがあげられる。
防御的に用いられるとき、戦車はしばしば壕の中に置かれるか、また防御力向上のために土手や堤の後に配置される。戦車は自らの防御箇所から2、3発の砲弾を発射でき、それからまた、壕や堤の後ろにあらかじめ備えておいた別の配置へと後退する。こうした防衛箇所は戦車の乗員にも作られるが、もし工兵とブルドーザーを準備できれば、彼らが設営した方がより良く、早い。頭上の防御物については、かなり薄いものであるにせよ有効でありうる。これは砲兵の放つ砲弾を過早に撃発させる助けとなり、上面装甲が最も薄い戦車にとり、相当に致命的な上面への直撃を避けられる。戦車の搭乗員は、できる限り彼らの車輌の防御力を増す、数多くの方法を探そうとする。
戦車は通常、砲弾を装填した状態で戦闘に入る。これは敵と遭遇した際の反応時間を最短にする。アメリカ軍の戦闘教義ではこの砲弾を徹甲弾としている。敵戦車と遭遇したときに先制の砲撃を加え、また可能であれば先制して撃破するには、反応時間は最重要である。もし兵員や軽車輌に遭遇した際には、理想的ではないにせよ、普通の対応として装填済みの徹甲弾が放たれる。薬室に装填済みの砲弾を抜弾することは、困難で時間を使う作業である。この状況では徹甲弾を発砲した後に対戦車榴弾が装填され、戦闘が続行される。
市街戦での戦車は、壁を崩し、中量級から重量級の機関銃を多方向に同時発射できる能力を持つことから決定的存在でありえる。しかし、戦車は市街戦で特に弱体化する。敵歩兵にとり、戦車の後背から奇襲することがより容易くなり、または側面から攻撃できやすくなる。これらの箇所は戦車の弱点である。加えて、高層建築物から撃ち下ろせば薄い砲塔上面を射撃でき、火炎瓶のような初歩的な兵器でさえそれが可能である。もし機関室上面の空気吸入口を狙えば、戦車は無力化される。このような限界に加え、友軍兵力または市民が近くに居る可能性のある場所では、戦車の火力が有効に発揮できず、市街の制圧に用いることが難しい。

### 空の脅威

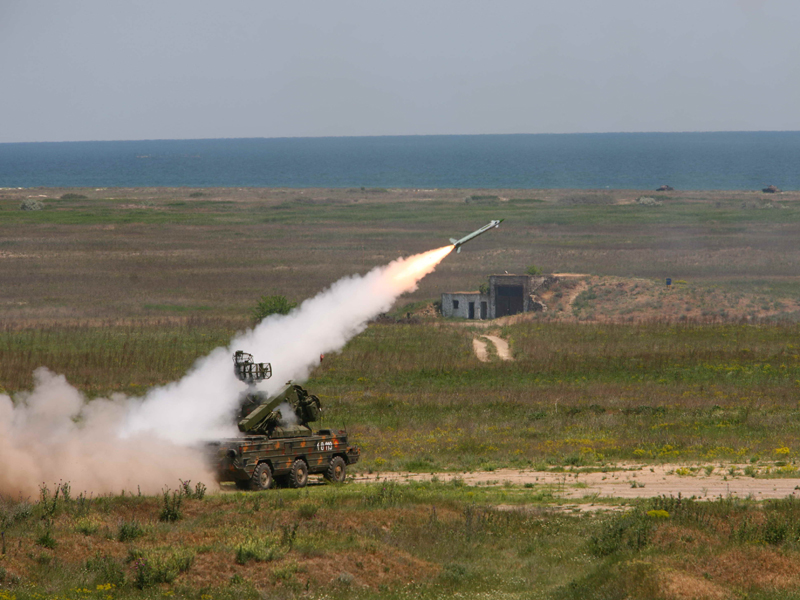
9K33オサーは6基の地対空ミサイルを備え、低空の対空防御用に用いられる。

戦車、また他の装甲車輌は、いくつかの理由から航空攻撃に脆い。一つには車輌が容易に索敵できるためである。金属はレーダーによく反射し、また編隊を作って行動しているときには特に明瞭となる。また走行中の戦車は大量の熱と騒音を作り出し、塵埃を巻きあげる。熱により、車輌は赤外線前方監視装置（FLIR）で容易に観察できるようになる。また巻きあげた塵埃は、日中の視界で良い手掛りとなる。
他の大きな理由としては、大部分の装甲車輌は砲塔や機関室上面の装甲が薄く、攻撃ヘリコプターや対地攻撃機の撃ち出す対戦車誘導弾がそれら車輌の上面に直撃すれば、小型の弾頭であっても致命的である。小口径の機関砲、機関銃であっても、戦車の機関室上部や、後面の装甲を貫通するには充分強力となる。

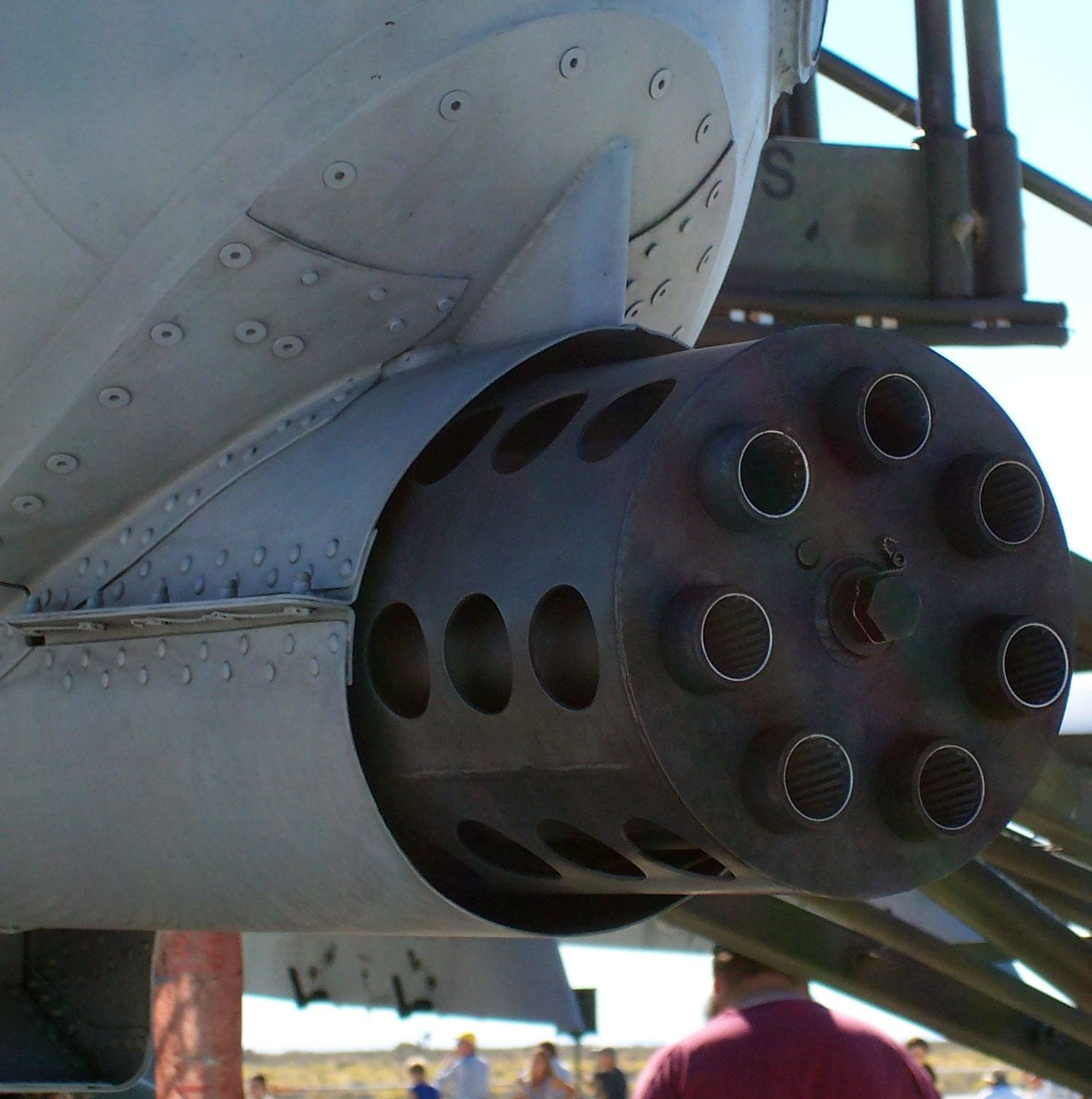
A-10攻撃機が装備するGAU-8機関砲の近接写真。

ある種の航空機は装甲車輌の攻撃用として開発された。ことに注目できるのは、フェアチャイルド社のリパブリックA-10サンダーボルトIIである。本機は、より空力学的に配慮された軍用機と対照的な形状を持つことから、「ウォートホグ」（イボイノシシ）という愛称で知られる。
本機は数種類の異なるミサイルと爆弾を装備でき、その中には対戦車兵器であるAGM-65 マーベリックが含まれる。本機の主兵装はGAU-8 アベンジャー30mm機関砲である。ガトリング砲形式のこの機関砲は、分当たり3,900発の劣化ウラン製徹甲弾を発射できる。A-10は低速・低高度飛行が可能で、また本機自体が「飛行できる装甲された乗り物」である。パイロットの全周囲はチタニウムで装甲され、フレームは23mm口径の徹甲弾や高性能榴弾の直撃から生残できる。また航行システムには3重の冗長性が確保され、機械的な機構には予備として2重の油圧系統がある。ソビエト連邦における同種の航空機にはSU-25があげられる。

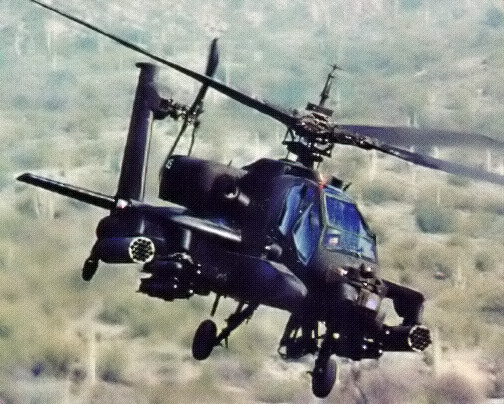
AH-64アパッチは戦闘車両を撃破するために設計された攻撃ヘリコプターである。

同様に、数種類の攻撃ヘリコプターは、主として敵装甲車両と交戦するよう設計された。例としてはAH-1Z ヴァイパー、AH-64 アパッチ、AH-2 ローイファルク、ユーロコプター ティーガー、Ka-50 ブラックシャーク、Mi-28 ハボック、そしてリンクスがあげられる。ヘリコプターは、多くの理由から装甲車輌に対して非常に効果的である。AH-64Dロングボウ・アパッチを例とすれば、本機は改良されたセンサー群一式と兵装システムを備え、またAN/APG-78ロングボウ火器管制レーダードームをメインローター上に装備する。しかしながら、ヘリコプターは地上からの小火器の銃撃に非常に脆いことが判明し、当初攻撃ヘリに割り振られていた大部分の任務は、替わりとして、より重装甲の施されたA-10が実行している。
航空攻撃の脅威は、いくつかの方法で対処が可能である。一つは制空権であり、アメリカ軍が最も頼りとするものである。これは、アメリカ軍独特の、機甲部隊に随行し、効果的で機動力のある短距離対空車両が欠如していることから示される。他国の大部分は自軍機甲部隊に高い機動力を持つ自走式対空砲を伴わせている。これはドイツのゲパルト自走対空砲や、またはソビエトの9K-22ツングースカのような車輌である。またソ連の2K12、9K33、9K37のような、短距離・中距離地対空ミサイルシステムが備えられるほか、9K22ツングースカを例に取れば、この車輌は9M311地対空ミサイルの発射母体となるなど、両車の機能を一つの車輌に統一するようになった。
戦車の主兵装から発射される対空砲弾の運用能力は、長年にわたって増強されてきた。一例としては、T-90の発砲するHE-FRAG（破片効果榴弾）は、レーザー測距儀によって調定され、予定の距離で起爆する。

## 機甲戦の支援
機甲戦は、機械面でもまた兵站面でも、集中的で広範な支援組織を必要とする。装甲戦闘車輌は、同様な地形のもとでもこれらの車輌を支援して稼動できる、「装甲された」車輌を必要とする。こうした支援車輌は、軍内部の適切な支隊によって運用され、例としては、イギリス陸軍において回収車輌や整備車輌はREMEが、また戦闘工兵車輌はREが担当する。これらには以下のものが含まれる。
- 装甲回収車輌（ARV）。これらの多くは、彼らが支援する車輌の車体を基としている。例としては、イギリスのチャレンジャー戦車用のARVは、チャレンジャー戦車の車体にウィンチを追加搭載しているものである。
- 装甲補給車輌
- 戦闘工兵車輌（CEV）、例としてはブルドーザーなど。

装軌された装甲戦闘車輌を高速道路で輸送するには、重量級の戦車回収車が使用されるが、これは装甲戦闘車輌が不調を起こしがちであること、かつこれら車輌の無限軌道が高速道路を破壊するためである。

## 機甲戦の将来

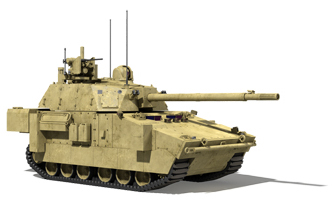
画像はXM1202 マウンテッド・コンバット・システム。これはアメリカ陸軍向けに開発が進められたがキャンセルされた。

戦車が機甲戦に必須であるとみなされる場合、部隊は、戦力投射時の展開のしやすさと輸送を常に考慮しているが、主力戦車は通常こうした要素を備えない。
航空または海上輸送によって、戦車および戦車部隊の支援機材を運ぶには数週間を要する。若干の戦車と装甲車両は、ヘリコプターで輸送するか、パラシュートで空挺投下するか、輸送機によって移動が行えた。最大の輸送機でも、1両か2両の主力戦車の輸送が可能であるに過ぎない。より小さな輸送機では、軽戦車やM113のような装甲兵員輸送車の輸送が可能であるに過ぎず、または空挺投下が行えるだけである。
従来の主力戦車の任務を引き受けられる、空挺用の装甲車輌を開発したいという願望は、通常、対戦車ミサイルを搭載した軽車輌か、防護/装甲/機動砲システムという仕様の車両となる結果を生んだ。これらは強力な主砲と優れた電子照準機器の装備により、敵より先んじて発見し、射撃し、撃破できる能力を備えることで装甲防護能力の欠如を部分的に相殺するが、この概念は第二次世界大戦中のアメリカ陸軍の戦車駆逐車と運用の点で同じである。
仕様にこうした考慮を払った車輌には、スティングレイ軽戦車、AMX-10RC、チェンタウロ戦闘偵察車などが含まれる。アメリカでのそうした車輌を開発しようとする計画は大部分が失敗した。例としてはM8装甲砲システム、また最も成功したものは欠陥を抱えたM551シェリダン軽戦車である。これは、当時としては革新的な152mm CLGPランチャー（Cannon-launched guided projectileの略。直訳すれば砲から発射される誘導投射体）を搭載することで、従来通りの撃破能力を持つ空挺車輌を生産しようと試みたものだった。紛争地帯でも従来型の主力戦車を海上から揚陸できる余裕があることや、また乗員を空輸し、既に配置済みの装備に合流させられることから、アメリカ合衆国では、こうした車輌の必要性は他の国々よりも低かった。
イラクの暴動のような限定的な紛争の経験では、装甲した車輌どうしで滅多に戦闘が起こらないものの、安全性の欠如から軽車輌に装甲を施す結果となった。また装甲輸送車や戦闘車輌、また戦車の投入では、待ち伏せや即席爆発装置（IED）に対する防護が繰り返された。そうした侵攻戦の最新の経験は、ストライカー機動砲システムという形で、装甲砲システムの様式を持った車輌をアメリカ合衆国へ復帰させることとなった。

### 機甲戦の理論家及び実践者
- ヘンリー・ローリンソン（英語版） - イギリス陸軍大将。第一次世界大戦に参加、航空機と機甲部隊を歩兵と連合させて投入した。
- ジョン・フレデリック・チャールズ・フラー - イギリス陸軍少将。電撃戦の研究者。
- ベイジル・リデル＝ハート - イギリス陸軍大尉。軍事研究家。
- ウラジーミル・トリアンダフィーロフ - 縦深戦術理論の考案者。「作戦術の父」。
- ミハイル・トゥハチェフスキー - ソ連邦元帥。ソ連赤軍の機甲化を推進、軍事理論として縦深戦術を提唱した。
- アドナ・R・チャーフィー・ジュニア - アメリカ陸軍少将。アメリカ陸軍における機甲戦力の発展に尽力した。「機甲部隊の父」。
- シャルル・ド・ゴール - フランス陸軍准将・フランス大統領。フランス陸軍にて電撃戦の理論を提唱、研究。
- ハインツ・グデーリアン - ドイツ国防軍上級大将。電撃戦の運用で第二次世界大戦の初期に成功を収めた。
- ヴァルター・ネーリング - ドイツ国防軍装甲兵大将。グデーリアンと共に、ドイツ国防軍の機甲部隊を育成した。
- ヨーゼフ・ハルペ - ドイツ国防軍上級大将。ソビエト連邦のカザンにある独ソ共同の秘密戦車学校を指導した。
- ヴィルヘルム・フォン・トーマ - ドイツ国防軍装甲兵大将。スペイン内戦でコンドル軍団の一員としてイムカー戦闘団を指揮した。
- エルヴィン・ロンメル - ドイツ国防軍元帥。巧妙な機甲部隊の指揮で有名。
- エーリッヒ・フォン・マンシュタイン - ドイツ国防軍元帥。
- エヴァルト・フォン・クライスト - ドイツ国防軍元帥。
- エーリヒ・ヘプナー - ドイツ国防軍上級大将。
- ヘルマン・ホト - ドイツ国防軍上級大将。
- ゴットハルト・ハインリツィ - ドイツ国防軍上級大将。
- ハッソ・フォン・マントイフェル - ドイツ国防軍装甲兵大将。
- バーナード・モントゴメリー - イギリス陸軍元帥。
- パーシー・ホバート - イギリス陸軍少将。
- ジョージ・パットン - アメリカ陸軍大将。
- ゲオルギー・ジューコフ - ソ連邦元帥。ノモンハン事件・独ソ戦に際して機甲部隊を運用。
- ニコライ・ヴァトゥーチン - ソ連軍上級大将。
- 井上芳佐 - 大日本帝国陸軍中将。大日本帝国陸軍における機甲部隊構想の先駆者。
- 山下奉文 - 大日本帝国陸軍大将。
- イスラエル・タル - イスラエル陸軍中将。メルカバ戦車の開発を推進した。
- ノーマン・シュワルツコフ - アメリカ合衆国陸軍大将。
- エリック・シンセキ - アメリカ合衆国陸軍大将。ストライカー旅団戦闘団構想を提唱した。
- トミー・フランクス（英語版） - アメリカ合衆国陸軍大将。